# Sensibilidade fotográfica

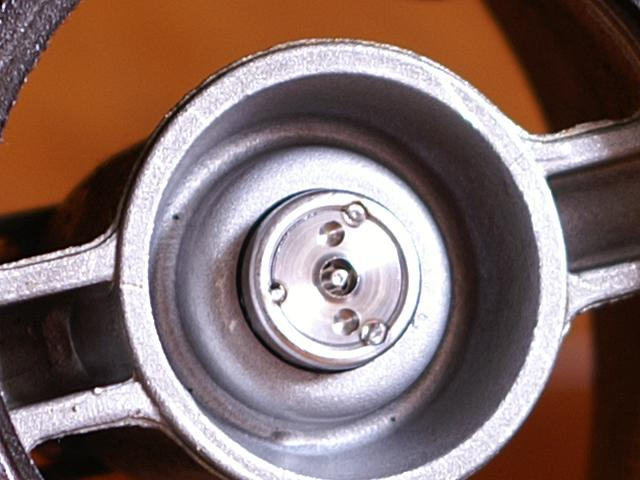
Dynax 7D - foto com ISO 100.

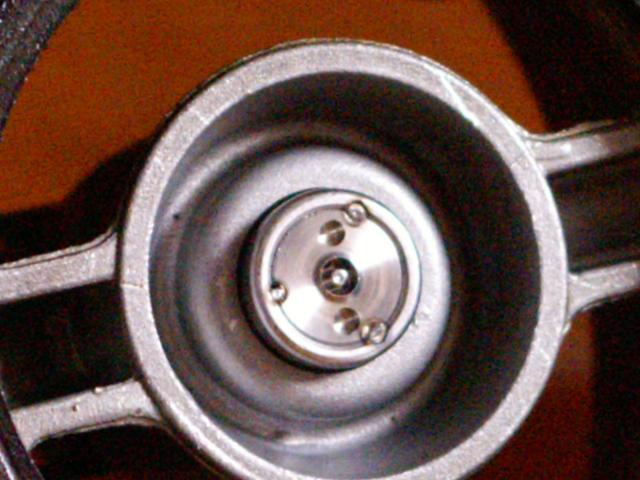
Dynax 7D - foto com ISO 3200.

Sensibilidade fotográfica, também conhecida como sensibilidade ISO, é um termo utilizado para se referir à sensibilidade de superfícies fotossensíveis (sensíveis à luz) utilizadas na fotografia (filme fotográfico ou sensor de imagem).
O índice de exposição ou de sensibilidade do filme segue uma escala do padrão ISO que agrupa as escalas ASA (Estados Unidos) e DIN (Alemanha).

## Escala de sensibilidade ISO
Por convenção, a fotografia digital usa a mesma escala de sensibilidade da fotografia tradicional, embora o sensor de imagem da câmera digital responda reagindo de modo diferente da película fotográfica.
A escala do padrão ISO, definido pela norma ISO 5800:1987, funde dois padrões existentes previamente: o padrão norte-americano ASA (aritmético) da American Standards Association, e o padrão alemão DIN (logarítmico) do Deutsches Institut für Normung. Na descrição da sensiblidade do filme, primeiramente registra-se a escala aritmética, e posteriormente a logarítmica, por exemplo: ISO 100/21°.
Na escala aritmética do ISO, que corresponde à antiga escala ASA, dobrar a velocidade do filme (isto é, diminuir pela metade a quantidade de luz necessária para expor o filme) implica dobrar o valor numérico que designa a velocidade do filme.
Na escala logarítmica do ISO, que corresponde à antiga escala DIN, dobrar a velocidade do filme implica adicionar 3° ao valor numérico que designa a velocidade do filme.
Para exemplificar, um filme de ISO 200/24° é duas vezes mais sensível do que um filme de ISO 100/21°.
Usualmente, o componente logarítmico (DIN) é omitido na descrição da velocidade do filme e apenas a escala linear é citada (ex: "ISO 100"). Em tais casos, o "ISO" é utilizado como sinônimo da antiga escala ASA.
| Escala linear ISO (antiga escala ASA) | Escala log ISO (antiga escala DIN) | Escala GOST (Soviética pré-1987) | Exemplo de filme com a velocidade nominal                                                                         |
| ------------------------------------- | ---------------------------------- | -------------------------------- | --- |
| 6                                     | 9°                                 |                                  | Kodachrome original                                                                                               |
| 8                                     | 10°                                |                                  | |
| 10                                    | 11°                                |                                  | filme Kodachrome 8mm                                                                                              |
| 12                                    | 12°                                | 11                               | Gevacolor 8mm, filme reversível                                                                                   |
| 16                                    | 13°                                | 11                               | Agfacolor 8mm filme reversível                                                                                    |
| 20                                    | 14°                                | 16                               | |
| 25                                    | 15°                                | 22                               | antigo Agfacolor, Kodachrome 25                                                                                   |
| 32                                    | 16°                                | 22                               | Kodak Panatomic-X                                                                                                 |
| 40                                    | 17°                                | 32                               | Kodachrome 40 (filmes)                                                                                            |
| 50                                    | 18°                                | 45                               | Fuji RVP (Velvia)                                                                                                 |
| 64                                    | 19°                                | 45                               | Kodachrome 64, Ektachrome-X                                                                                       |
| 80                                    | 20°                                | 65                               | Ilford Commercial Ortho                                                                                           |
| 100                                   | 21°                                | 90                               | Kodacolor VRG 100, Kodak Gold 100, Kodak T-Max (TMX), Fuji Superia 100                                            |
| 125                                   | 22°                                | 90                               | Ilford FP4, Kodak Plus-X Pan                                                                                      |
| 160                                   | 23°                                | 130                              | Fuji NPS, Kodak High-Speed Ektachrome                                                                             |
| 200                                   | 24°                                | 180                              | Kodacolor VRG 200, Kodak Gold 200, Fuji Superia 200                                                               |
| 250                                   | 25°                                | 180                              | |
| 320                                   | 26°                                | 250                              | Kodak Tri-X Pan Professional (TXP)                                                                                |
| 400                                   | 27°                                | 350                              | Kodacolor VRG 400, Kodak Gold Ultra 400, Kodak T-Max (TMY), Kodak Ultramax 400, Kodak Tri-X 400, Fuji Superia 400 |
| 500                                   | 28°                                | 350                              | |
| 640                                   | 29°                                | 560                              | Polaroid 600 |
| 800                                   | 30°                                | 700                              | Kodak Gold Ultra 800, Fuji Superia 800, Fuji NPZ                                                                  |
| 1000                                  | 31°                                | 700                              | Ilford Delta 3200                                                                                                 |
| 1250                                  | 32°                                |                                  | |
| 1600                                  | 33°                                | 1400–1440                        | Fujicolor 1600 |
| 2000                                  | 34°                                |                                  | |
| 2500                                  | 35°                                |                                  | |
| 3200                                  | 36°                                | 2800–2880                        | antigo Konica 3200                                                                                                |
| 4000                                  | 37°                                |                                  | |
| 5000                                  | 38°                                |                                  | |
| 6400                                  | 39°                                |                                  | |

## Determinação da sensibilidade ISO
Fisicamente, se define a sensibilidade ISO como a inversa da entrada necessária para obter uma resposta predeterminada em um sistema.
Na fotografia tradicional, a entrada é a iluminância e a saída é o enegrecimento ou a densidade obtida no filme. A sensibilidade fotográfica, portanto, pode-se definir como a inversa da exposição necessária para obter uma densidade predeterminada. No negativo preto e branco, a sensibilidade nominal do filme é estabelecida a partir de um nível de densidade fundamental fixado em 0,1 unidade de densidade acima da densidade mínima ou do limiar para uma gradação mais uniforme da escala.
A equiparação de sensibilidade de uma película fotográfica com a da superfície fotossensível de um sensor de imagem se dá pela avaliação dos efeitos da iluminância sobre a imagem de saída.

## A norma ISO 1232:2006
A norma ISO 1232:2006 disciplina a sensibilidade do sensor em relação à quantidade de luz, ao ruído do sensor e à aparência da imagem resultante como parâmetros interdependentes.

### Índice de exposição (EI)
Um dos conceitos da norma é o índice de exposição (ou, em inglês, exposure index).
É o equivalente digital da sensibilidade ISO e próprio de câmeras digitais que contam com um circuito eletrônico que controla a amplitude do sinal elétrico gerado no sensor de imagem e permitem ajustar a amplitude deste sinal para múltiplos patamares de sensibilidade padronizados pela ISO.
A maior parte das câmeras digitais expressa seu índice de exposição em múltiplos valores ISO, p. ex.: ISO 50, 100, 200 e 400.

### Granulação eruídoeletrônico
Quanto maior a granularidade, maior a sensibilidade da película fotográfica. Na eletrônica, ocorre o recíproco: quanto maior a amplitude do sinal, maior o ruído. O ruído ainda sofre interferência do circuito A/D-converter que converte os sinais provenientes do sensor de imagem para o formato JPEG. Ainda assim, é válido dizer que quanto maior o ruído maior a sensibilidade.
O ruído eletrônico, assim como a granulação, é avaliado observando-se a imagem saída em sRGB (ou convertida para saída neste formato) e ampliada para uma densidade linear de 70 pixel por cm (180 dpi) para ser visto a 25 cm de distância. Há dois padrões de qualidade de imagem para julgamento: a 40:1 (qualidade de imagem excelente) e a 10:1 (qualidade de imagem aceitável).

### Imagem de saída
A imagem de saída padrão para avaliação deve estar em cores RGB que é característico das imagens JPEG de câmeras digitais compactas. Deve também ter sido exposta por um EI sem compensação de valor de exposição (EV).
A especificação de saída padrão (SOS) é uma técnica de especificação para câmeras com imagens de saída em formato JPEG. O SOS veda o uso de medição multi-zona na captação da imagem e especifica que O brilho médio da imagem de saída deve ser de 18%.
Outra técnica de especificação é chamada de técnica baseada na saturação para câmeras que arquivam imagens em formato TIFF. A mensuração da imagem é feita de modo convencional, mas a exposição é corrigida por um coeficiente que leva a imagem de saída a apresentar um brilho médio de 12,7%. Esta técnica produz uma leitura efetiva meio ponto menor que o SOS (a imagem é mais escura).

## Consistência da equivalência ISO
A sensibilidade ISO equivalente procura satisfazer a estas e outras condições de modo a parecer consistente para o fotógrafo usar uma câmera digital como uma câmera tradicional.
Os sensores de imagem das câmeras digitais são sensíveis à luz de modo aparentemente igual à película fotográfica, captando a luz continuamente e armazenando carga elétrica cumulativamente.
A exposição do sensor de imagem é controlada por um "obturador eletrônico" que controla o tempo de integração que nada mais é do que o período de tempo que o sensor permanece armazenando luz que formará a imagem.
A sensibilidade do sensor de imagem é arbitrária, resulta da maior ou menor intensificação do sinal integrado antes da conversão para digital e/ou da multiplicação do sinal convertido para digital, limitado pela crescente interferência de ruídos eletrônicos quando há aumento do ganho de integração. Valores frequentes de sensibilidade estão compreendidos entre ISO 100 e 1600.
A vocação do ganho de sensibilidade é a fotografia sob condições de luz desfavoráveis, assim sendo, o tempo de exposição costuma ser estendido ao ponto de ser possível obter fotos ao luar, o que se consegue com o auxílio de circuitos redutores de ruído externos ao sensor de imagem.
Acompanhando a variabilidade da sensibilidade digital, a "velocidade de obturação" costuma ir até 1/8000 s.